# U-Bahnhof Fehrbelliner Platz

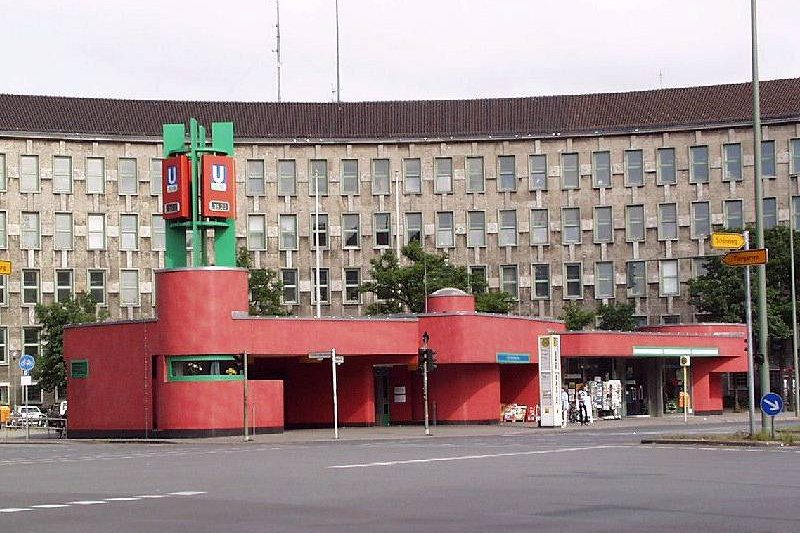
Eingangsgebäude am Hohenzollerndamm

Der U-Bahnhof Fehrbelliner Platz ist eine U-Bahn-Station der Linien U3 und U7 im Berliner Ortsteil Wilmersdorf des Bezirks Charlottenburg-Wilmersdorf. Sie liegt unter dem Fehrbelliner Platz. Die Station der U3 wurde am 12. Oktober 1913, die der U7 am 29. Januar 1971 eröffnet.

## Geschichte

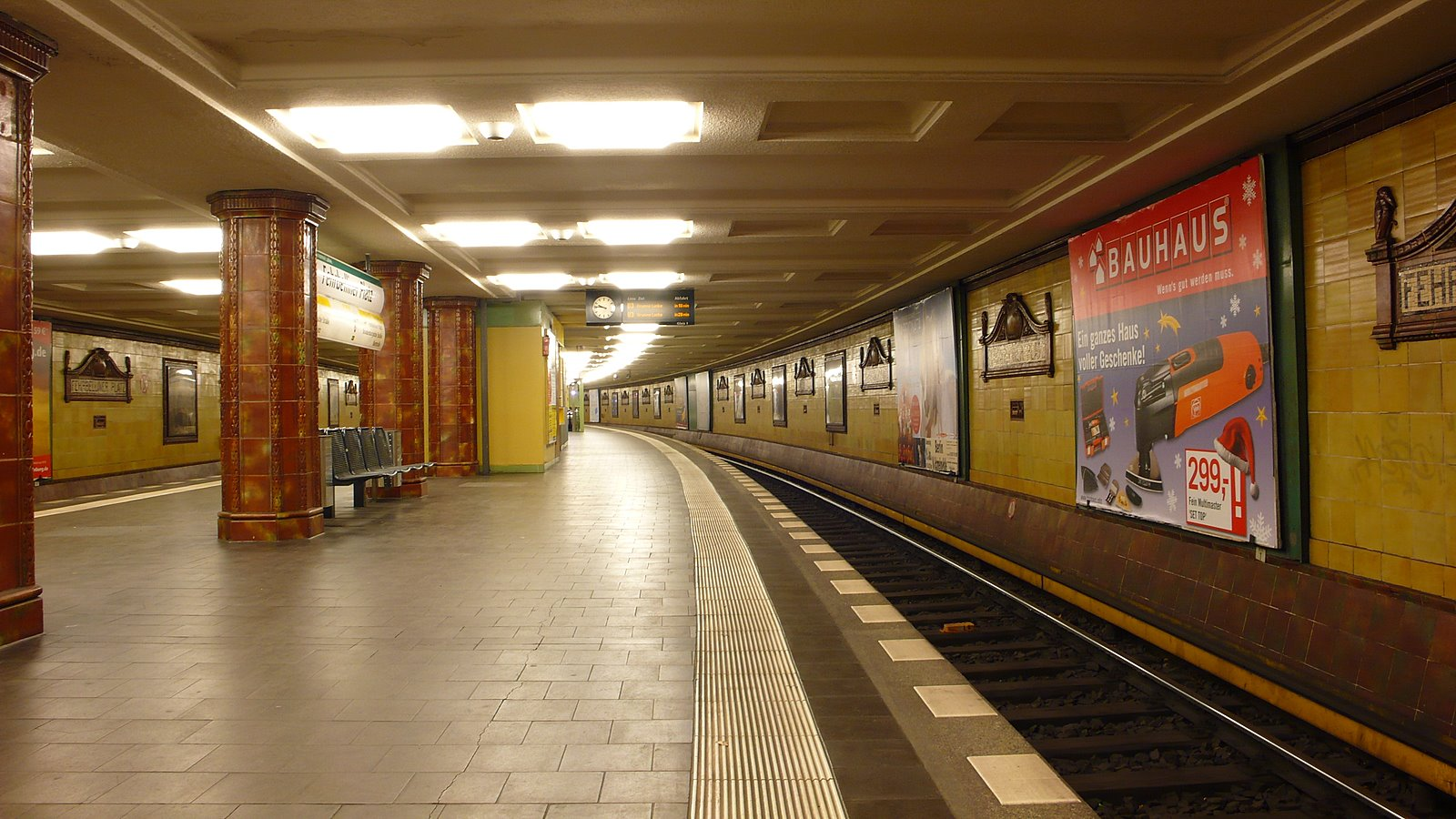
Bahnsteig der Linie U3

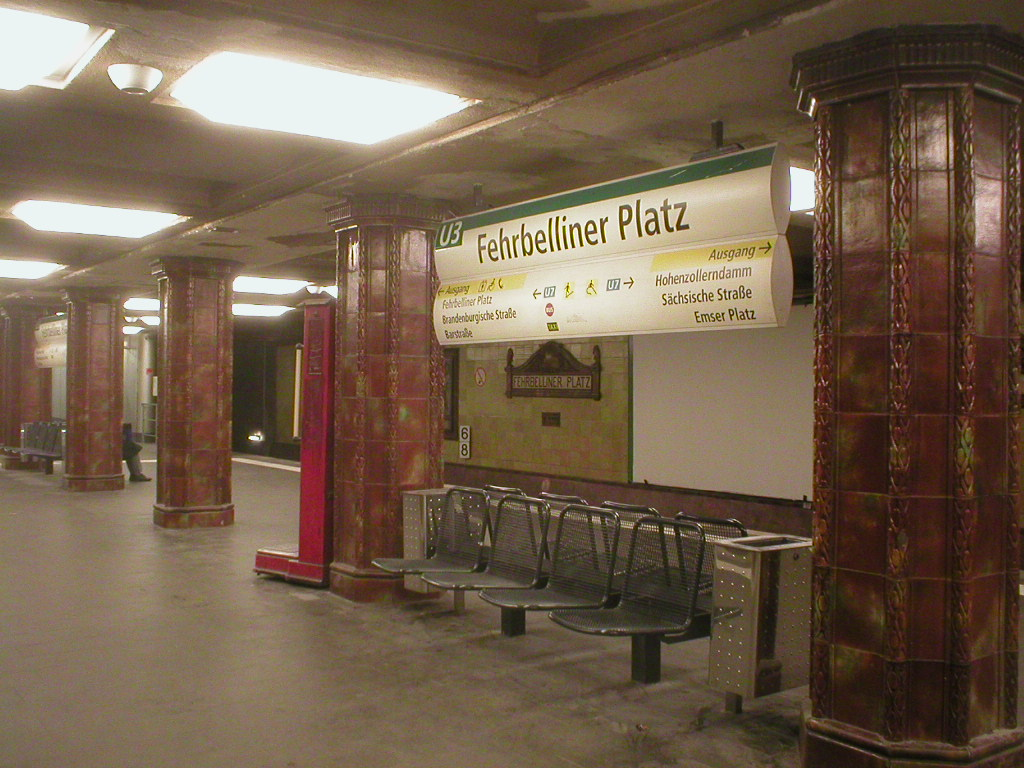
Aufwendige Säulenverkleidung (U3), hergestellt von Mutz & Rother

Der von Wilhelm Leitgebel gestaltete und im Jahr 1913 eröffnete Bahnhof der Wilmersdorfer Untergrundbahn (heute: Linie U3) erhielt zu Beginn noch eine Abstellanlage, da nur mit einer geringen Auslastung in Richtung Thielplatz gerechnet wurde. In den Jahren 1968–1972 wurde dieser Bahnsteig grundlegend umgebaut, da ein Übergang zu dem neugeschaffenen Bahnsteig der U7 hergestellt werden musste, und damit ein dritter Zugang notwendig wurde.

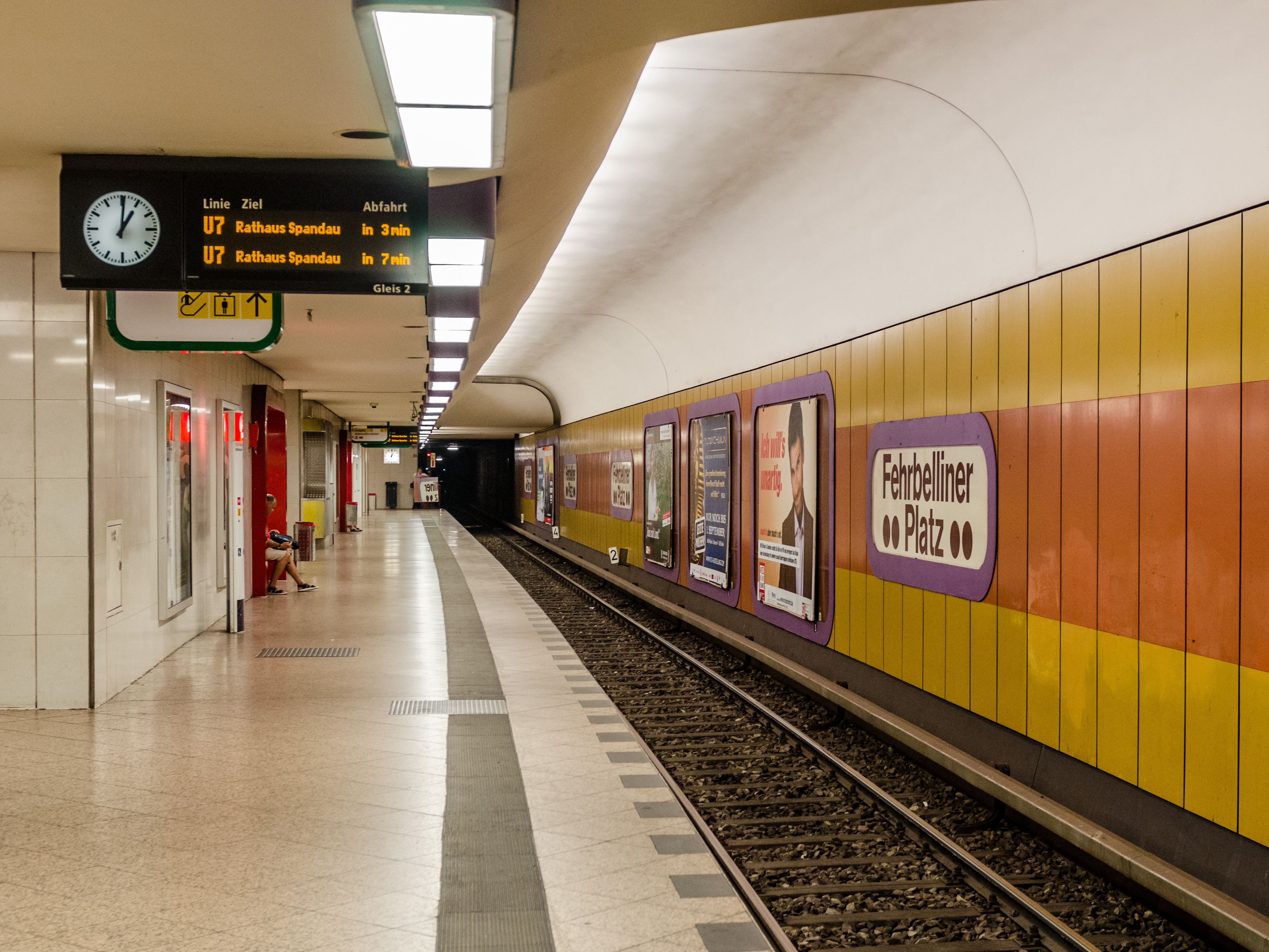
Bahnsteig der Linie U7

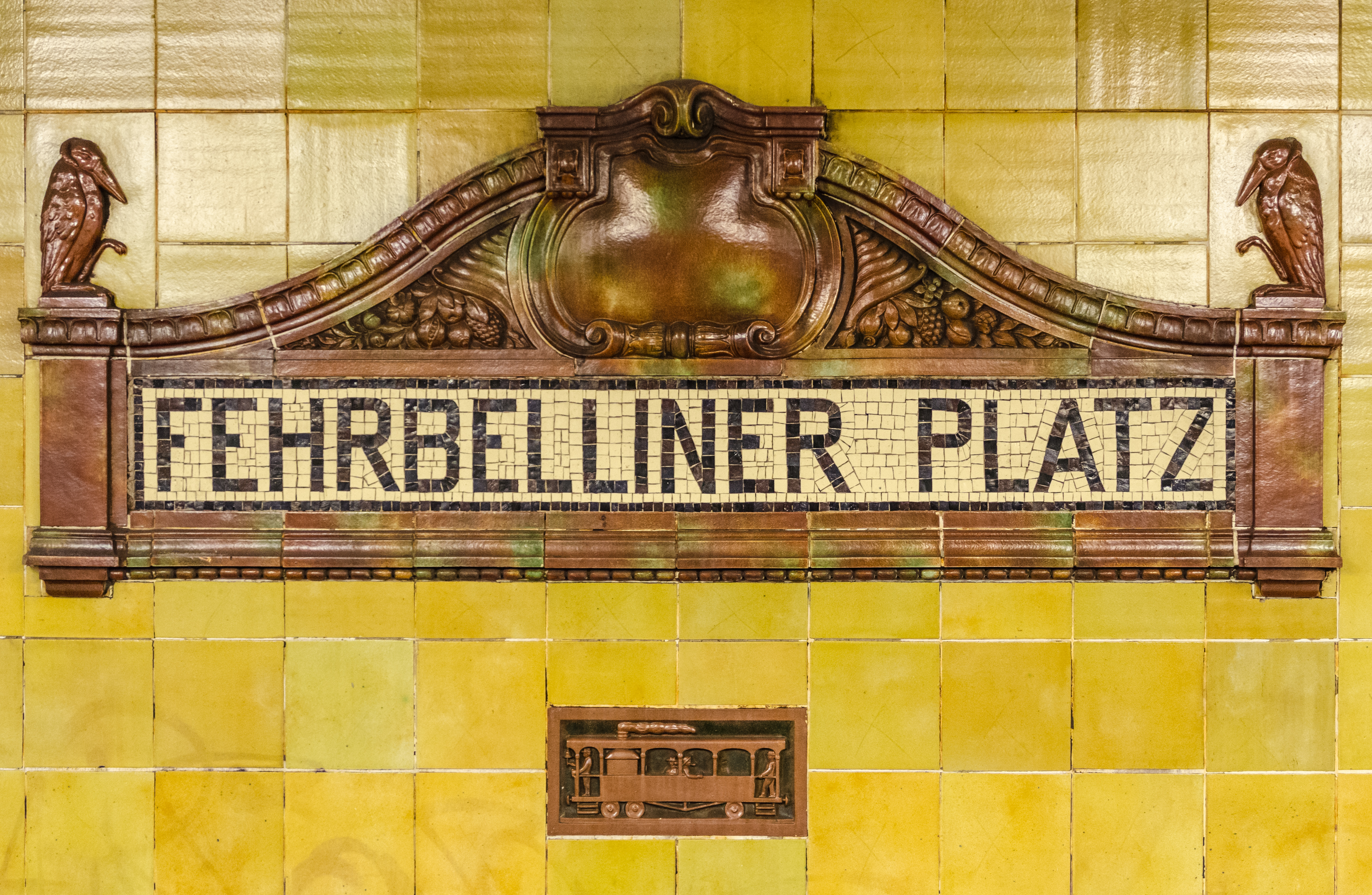
Stationsschild auf dem Bahnsteig der Linie U3

Der Bahnsteig der U3, der mit Fpo bezeichnet wird, wurde allerdings weitgehend im Erscheinungsbild von 1913 erhalten. Der untere Bahnsteig der U7 (mit Fpu bezeichnet) wurde von Rainer G. Rümmler entworfen, der ab 1964 als Abteilungsleiter in der Berliner Senatsverwaltung für Bau- und Wohnungswesen insbesondere für Verkehrsausbaumaßnahmen zuständig war. Der Bahnsteig entstand zwischen 1968 und 1971 im Rahmen der Westerweiterung der U-Bahn-Linie 7. Am westlichen Ende wurde eine Kehranlage errichtet, da der Fehrbelliner Platz für sieben Jahre Endbahnhof der Linie 7 war, bevor in einem nächsten Bauabschnitt die Linie in Richtung Westen weiter verlängert wurde. 
Der Fehrbelliner Platz war nach der Teilung der Stadt zu einem wichtigen West-Berliner Verwaltungszentrum mit bis zu 15.000 Angestellten geworden. Daher entwarf Rümmler eine Verteilerebene auf einfacher Tiefenlage (rund fünf Meter unter der Straße), um die unterschiedlichen Verkehrsströme von ein-, aus- und umsteigenden Fahrgästen zu trennen und somit einen schnellen und sicheren Ablauf zu gewährleisten. Darüber hinaus wurden insgesamt sechs Zugänge vom Fehrbelliner Platz zum U-Bahnhof angelegt, deren rot eingefassten Leuchtanzeigen im Softline-Design ausgeführt sind.
Den architektonischen Höhepunkt bildet der skulpturale Eingangspavillon mit abgerundeten Ecken, der wie eine überdimensionale Pop-Art-Plastik wirkt und in einem krassen Gegensatz zu den Verwaltungsbauten aus der Zeit des Nationalsozialismus steht, die den Platz im Halbrund einfassen. Neben der Funktion als Eingangshalle beinhaltete der Bau eine Bushaltestelle, einen Kiosk, einen Gastronomiebetrieb sowie einen Uhrenturm mit Verkehrsbeobachtungsraum. Diesem verdankt der gesamte Bau im Berliner Volksmund den Spitznamen „Bohrinsel“.
Das Empfangsgebäude sowie der Bahnsteig der U7 wurden Anfang 2017 unter Denkmalschutz gestellt, der Bahnsteig der U3 besaß diesen Status bereits.

## Anbindung
| Linie | Verlauf |
| ----- | --- |
|       | Warschauer Straße – Schlesisches Tor – Görlitzer Bahnhof – Kottbusser Tor – Prinzenstraße – Hallesches Tor – Möckernbrücke – Gleisdreieck – Kurfürstenstraße – Nollendorfplatz – Wittenbergplatz – Augsburger Straße – Spichernstraße – Hohenzollernplatz – Fehrbelliner Platz – Heidelberger Platz – Rüdesheimer Platz – Breitenbachplatz – Podbielskiallee – Dahlem-Dorf – Freie Universität (Thielplatz) – Oskar-Helene-Heim – Onkel Toms Hütte – Krumme Lanke |
|       | Rathaus Spandau – Altstadt Spandau – Zitadelle – Haselhorst – Paulsternstraße – Rohrdamm – Siemensdamm – Halemweg – Jakob-Kaiser-Platz – Jungfernheide – Mierendorffplatz – Richard-Wagner-Platz – Bismarckstraße – Wilmersdorfer Straße – Adenauerplatz – Konstanzer Straße – Fehrbelliner Platz – Blissestraße – Berliner Straße – Bayerischer Platz – Eisenacher Straße – Kleistpark – Yorckstraße – Möckernbrücke – Mehringdamm – Gneisenaustraße – Südstern – Hermannplatz – Rathaus Neukölln – Karl-Marx-Straße – Neukölln – Grenzallee – Blaschkoallee – Parchimer Allee – Britz-Süd – Johannisthaler Chaussee – Lipschitzallee – Wutzkyallee – Zwickauer Damm – Rudow |

Am U-Bahnhof bestehen Umsteigemöglichkeiten von den Linien U3 und U7 zu den Omnibuslinien 101, 115, 143 und N42 der Berliner Verkehrsbetriebe.